# 울주 간월사지 남·북 삼층석탑
울주 간월사지 남·북 삼층석탑(蔚州 澗月寺址 南·北 三層石塔)은 울산광역시 울주군 상북면, 간월사지에 있는 통일신라시대의 삼층석탑이다. 2019년 1월 10일 울산광역시의 유형문화재 제38호로 지정되었다.

## 개요
2기의 석탑은 상하층 탱주 2:2의 8세기 신라석탑 양식을 따르고 있으며, 탑신의 옥개받침이 모두 5단인 점, 각층 탑신 및 노반받침이 2단인 점 등 구성에 있어 통일성을 보이고 있다.
가장 주목되는 것은 초층 탑신에 새겨진 부조상이다. 탑 모두 중앙에 커다란 문비를 두고 좌우에 문을 지키는 수호신인 권법형 금강역사를 새겨 넣었다.
조각 구성은 같지만 세부표현에 있어 차이가 있다. 즉 암좌에 서서 한손을 위로 올려 내려치려는 권법형 자세는 동일하지만, 남탑의 경우 문비 내에 서수형 문고리를 새겨 넣었으며 신장의 머리에 원형의 두광을 표현하였으나 북탑의 경우 문비 내에 고리를 생략하였고 신장 역시 광배를 생략한 점이 다르다. 초층 탑신에 문비와 금강역사를 새긴 것은 탑신 내부에 사리장엄을 봉안하고 있다는 것을 강하게 시사해주는 것으로 볼 수 있다.

## 같이 보기
- 울주 간월사지

## 참고 문헌
- 울주 간월사지 남·북 삼층석탑 - 국가유산청 국가유산포털